# Venjança
La venjança és l'acte de tornar un dany rebut amb un mal igual o major més endavant, sigui de la mateixa forma per exemple, un assassinat d'un familiar del culpable per una mort a la família pròpia) o similar. L'acte pretén reparar el sentiment d'injustícia de la víctima i del seu entorn i com a tal està lligada a l'honor. És un dels temes principals de la literatura i s'oposa al perdó. Quan s'aplica a països, sovint es coneix amb el nom de revengisme.
La venjança produeix alleujament psicològic, ja que si un mal no ha rebut reparació, sigui en forma de tornar l'ofensa, de disculpa o d'altres mecanismes per recuperar l'homeostasi pot produir victimisme. Aquest alleujament es basa en el plaer que hom sent en veure el dolor d'un agressor o enemic. Donat que es basa en un sentiment positiu que sorgeix d'un de negatiu, ha estat històricament un motiu de debat a l'ètica (en la majoria de casos per condemnar-la).

## Història
La mitologia té diversos déus o deesses de la venjança, com la Nèmesi grega, lligada a la memòria i la justícia. La seva funció és equilibrar el món després que un acte negatiu el descompensi.
La venjança apareix regulada a moltes societats, com a la Llei del Talió bíblica, on s'usa per castigar els criminals i així dissuadir possibles delictes futurs. En aquests casos la venjança és part d'un procés públic i no respon únicament a la ràbia dels afectats, i és vista com a quelcom positiu. Evoluciona en la justícia retributiva, que justifica per exemple la pena de mort a determinats països.
El cristianisme explicita el caràcter negatiu de la venjança, amb la metàfora de parar l'altra galta quan hom rep un mal o de la necessitat de perdonar "setanta vegades set" que apareix citat als evangelis.
La vendetta o venjança de sang va sorgir a les societats antigues i va perdurar fins a l'Edat Moderna, on el clan familiar estava obligat a tornar el mal comès sobre un dels seus, fet que provocava guerres entre dues o més famílies durant generacions (la separació d'amants per aquestes venjances i odis comunitaris és un dels motius recurrents de les anomenades parelles desgraciades). La vendetta apareix posteriorment lligada a la màfia i la sippenhaft alemanya nazi, la llei segons la qual els propers a un criminal contra l'estat tenien part de culpa.
La justícia basada en el dret positiu ha anat limitant el paper de la venjança, instaurant càstigs als criminals sense aquest component personal i de violència, com per exemple les penes de presó després d'un judici.

## Venjances cèlebres
Hi ha algunes venjances que s'han fet famoses per la seva repercussió històrica o pel caràcter artístic de les obres on apareixen. Cal destacar:
- L'òpera Rigoletto
- La Guerra de les Dues Roses
- Els assassinats ordenats per Al Capone
- Hamlet contra el seu oncle
- El conflicte de la muntanya de Tor (Alins)
- Moltes de les obres d'honor de Lope de Vega, com per exemple Fuenteovejuna
- Aquil·les
- Les relacions perilloses
- El comte de Montecristo
- La massacre de Puerto Hurraco[1]